# Ramiro Cassina
Ramiro Pablo Cassina (La Plata, 18 giugno 1967) è un ex rugbista a 15 e allenatore di rugby a 15 argentino con cittadinanza italiana, in carriera attivo nel ruolo seconda linea e due volte internazionale per l'Italia.

## Biografia
Cassina nasce a Villa Elisa nella città di La Plata, in Argentina.
Inizia a giocare a rugby alla tenera età di 6 anni, approdando successivamente nel club di La Plata.
Dal 1984 al 1989 vive e gioca in Italia a Treviso; all'età di 21 anni viene selezionato nelle rappresentative italiane, disputando diverse partite con l'Italia A. Nel 1992 viene convocato dal C.T. Georges Coste in Nazionale maggiore, esordendo a livello internazionale il 1º ottobre a Roma contro la Romania, match vinto 22-3 e valido per la Coppa FIRA 1992-1994. Nel mese di dicembre fa la seconda, ed anche ultima, apparizione con l'Italia a Melrose nel test match contro la Scozia A, che non riconosce il cap.
Nel 1995 arriva a Piacenza, rimanendovi per 4 stagioni fino al 1999 tra serie A2 e A1. Nel 1999 viene ingaggiato dal Viadana che, proprio in finale contro il Piacenza, conquista la Coppa Italia 1999-2000. Dopo due stagioni a Viadana, decide di fare ritorno in Argentina nel club d'origine di La Plata.
Nel 2002 viene richiamato in Italia, per allenare il club sardo dell'Amatori Alghero al fianco di Marco Bollesan. Ricopre la carica di allenatore fino all'estate 2006, scendendo anche in campo come giocatore in diverse occasioni, quando firma per l'Amatori Capoterra, allenando il club fino al 2010. Nel 2010-11 torna nuovamente ad Alghero, subentrando a José Antonio Queirel sulla panchina; tuttavia, a causa dell'attività commerciale di cui è titolare a Cagliari, non viene riconfermato per la stagione successiva.
Dal 2017 è il direttore tecnico dell'Amatori Alghero.

## Palmarès
- Coppe Italia: 1
Viadana: 1999-2000